# Karlina Leksono Supelli
Karlina Leksono Supelli   (Jakarta, 15 de gener de 1958) és una filòsofa i astrònoma indonèsia. Una de les primeres dones astrònomes d'Indonèsia, es va llicenciar en Astronomia a l'ITB i Màster en Ciències Espacials al University College London, i va completar el seu doctorat en Filosofia a la Universitat d'Indonesia el 1997.
També se sap que va participar en activitats humanitàries durant la Reforma d'Indonèsia de 1998. Sota la direcció de Karlina Supelli, el febrer de 1998 un grup de mares preocupades va fer una manifestació davant l'Hotel Indonèsia. Com a resultat, va ser arrestada amb dues dones més, Gadis Arivia i Wilasih Noviana.
Com a feminista, Karlina també va participar en la revelació i la defensa dels drets de les víctimes dels disturbis a Indonèsia del maig de 1998, quan centenars de dones xineses d'Indonèsia van ser violades a Jakarta. Va anar als Estats Units d'Amèrica per persuadir el govern estatunidenc que aturi la seva exportació d'armes a Indonèsia, donant lloc a amenaces de mort a causa de les seves activitats. No obstant això, ella no es va dissuadir. També va ser activa en la defensa dels drets de les dones acehneses i de Timor Oriental que han estat violades per membres de l'exèrcit d'Indonèsia.
Karlina ha donat classes de filosofia i astronomia a diverses universitats d'Indonèsia. Els seus escrits s'han publicat en revistes tant a Indonèsia com a l'estranger. Ara és professora a Sekolah Tinggi Filsafat Driyarkara, Jakarta.